# Ínclita geração

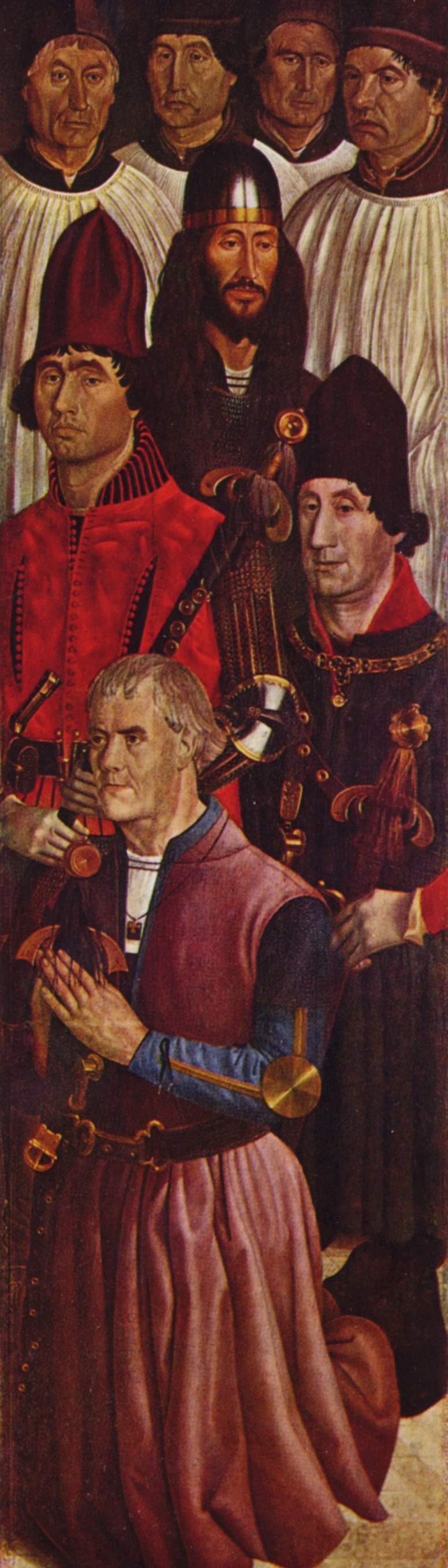
Ritratto di quattro dei sei figli di Giovanni I di Aviz, tratto dal polittico conosciuto come il Polittico di San Vincenzo.
che, al di sotto dei monaci, dall'alto verso il basso sono: Ferdinando, detto Fernando il Santo, Giovanni, Pietro, il primo duca di Coimbra ed Enrico, detto il Navigatore, primo duca di Viseu.

Con Ínclita Geração (in italiano inclita generazione, cioè una generazione di persone nobili, illustri e gloriose) il grande poeta portoghese, Luís de Camões, nel racconto epico, I Lusiadi, fa esplicito riferimento ai sei principi del Portogallo, figli del re del Portogallo, Giovanni I di Aviz e della moglie Filippa di Lancaster, considerando che essi si misero in luce, sotto vari aspetti, segnando la storia del Portogallo e d'Europa, e che in comune avevano una buona educazione ed un'ottima istruzione, ed essi furono:
- Edoardo (1391 - 1438), oltre che essere re del Portogallo col nome di Edoardo I, fu un ottimo scrittore e poeta;
- Pietro (1392 - 1449), oltre che essere stato il primo duca di Coimbra e reggente durante la minore età del nipote, Alfonso V, fu un attento e curioso viaggiatore che in dieci anni attraversò tutta l'Europa, l'Anatolia la Terra santa e l'Egitto, è ancor oggi considerato uno dei principi più colti dell'intera Europa della prima metà del XV secolo;
- Enrico (1394 - 1460), oltre che essere stato primo duca di Viseu, fu un grande navigatore che organizzò le spedizioni per l'esplorazione marittima dell'Africa ed iniziò esplorazione dell'Atlantico;
- Isabella (1397 - 1471), oltre che essere stata duchessa consorte di Borgogna tramite il matrimonio con Filippo il Buono e madre di Carlo il Temerario, fu una mecenate, che elevò il livello della corte borgognona e fu anche abile politica e ottima mediatrice nelle trattative tra Francia ed Inghilterra;
- Giovanni (1400 - 1442), oltre che essere stato il terzo Connestabile del Portogallo, fu un ottimo militare che si distinse nell'assalto di Tangeri e nella successiva difesa di Ceuta, seppe impedire la rivolta a Lisbona con raro senso dell'equilibrio e fu leale verso i fratelli;
- Ferdinando detto Fernando il Santo (1402 - 1443), oltre che essere stato Gran Maestro dell'Ordine d'Aviz fu dedito soprattutto agli studi teologici e religiosi, ma ricevette il soprannome di Santo dopo che, fatto prigioniero dal sultano del Marocco a Tangeri, per non recar danno al regno del Portogallo, rifiutò di essere liberato in cambio della città di Ceuta, che il fratello Giovanni aveva già accettato e così morì in prigionia a Fez.

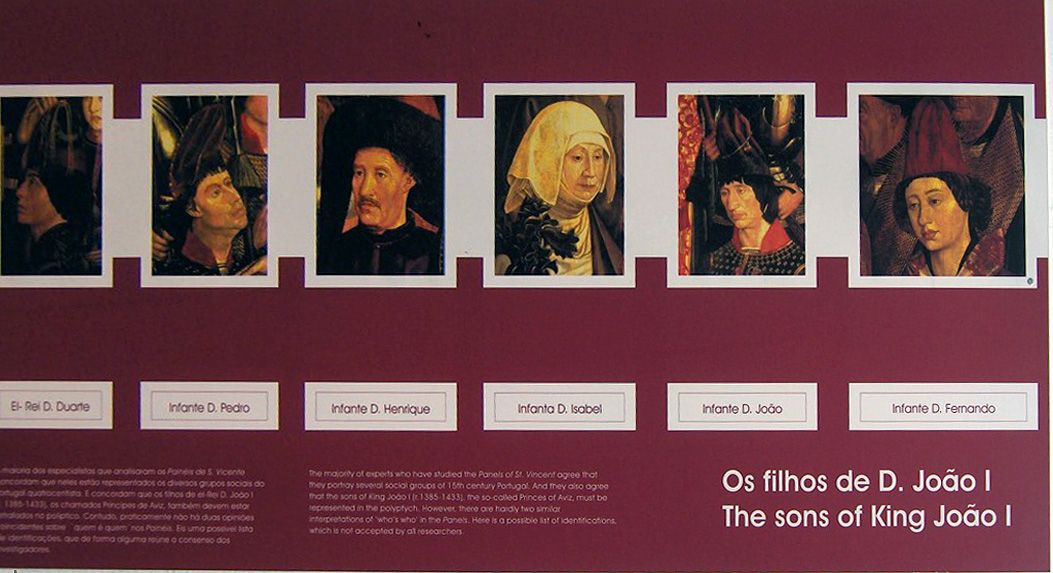
Ritratto dei sei figli di Giovanni I di Aviz, tratto dal polittico conosciuto come i Pannelli di San Vincenzo, che nell'ordine sono: Edoardo, Pietro, Enrico, Isabella, Giovanni e Ferdinando, detto Fernando il Santo.